# Babrios
Babrios oder auch Babrius war ein griechischer Fabeldichter vermutlich italischer Herkunft, der im späten 1. Jahrhundert oder im 2. Jahrhundert n. Chr. im Osten des Römischen Reiches, wohl in Syrien, lebte.

## Werk
Er schrieb aesopische und libysche Fabeln in Choliamben um und dichtete ferner eigene Fabeln, die er in zwei Büchern, den „Mythiamben“, veröffentlichte, von denen 144 vollständig überliefert sind. Er bezog sich zwar wie seine Vorgänger Phaedrus und Aesop weiterhin auf das Leben sozial niederer Schichten, der pädagogische Gehalt (die Lehre) der Fabel ging aber unter der Bevorzugung der poetischen Ausschmückung zurück, so dass seine Fabeln zu unterhaltsamen Episoden wurden, denen das Promythion und auch das Epimythion bisweilen sogar völlig fehlen.

## Überlieferung
Die Textüberlieferung der babrianischen Fabeln ist sehr komplex und wenig übersichtlich. Von ursprünglich etwa 200 Fabeln sind 123 im sogenannten Codex Athous (London, British Museum, Addit. 22087) aus dem 10. Jahrhundert überliefert, die 1842 von Konstantinos Minas in einem Kloster auf dem Berg Athos gefunden wurde. Weiterhin finden sich einige seiner Fabeln in der sogenannten Collectio Augustana (Vatikanstadt, Biblioteca Apostolica Vaticana, Vat. gr. 777) aus dem 14. Jahrhundert. Wichtig ist ferner die Handschrift New York, Pierpont Morgan Library, Ms. 397 aus dem 11. Jahrhundert. Hinzu kommen drei Papyri (P. Oxyrhynchos X, 1249 aus dem 2. oder 3. Jahrhundert; P. Amherst II 26 aus dem 3. oder 4. Jahrhundert; P. Bouriant I aus dem 5. oder 6. Jahrhundert) und die nach ihrem Entdecker H. van Assendelft de Coningh so benannten Tabulae Assendelftianae, Wachstafeln des 2. und 3. Jahrhunderts aus Palmyra (Leiden, Universiteitsbibliotheek, bibl. publ. Gr. 109). Luzzatto versuchte aus 21 Paraphrasen eine bruchstückhafte Rekonstruktion.